# Aéroport d'Ajaccio-Napoléon-Bonaparte
Pour les articles homonymes, voir AJA.
L'aéroport international d'Ajaccio-Napoléon-Bonaparte (code IATA : AJA • code OACI : LFKJ) , appelé encore usuellement par son ancienne dénomination « Campo dell'Oro », est un aéroport du département de la Corse-du-Sud, situé dans l'est du territoire de la commune d'Ajaccio, à cinq kilomètres du centre-ville. L'emprise aéroportuaire est bordée au sud-est par le golfe d'Ajaccio.
Cet aérodrome est ouvert au trafic national et international commercial, régulier ou non, aux avions privés, au vol aux instruments (IFR) et au vol à vue (VFR). Il possède une piste de 2 407 m de long sur 45 m de large orientée NNE-SSO (02-20) et une piste courte, désaffectée, orientée Est-Ouest.
Avec 1,6 million de passagers en 2024, il est le principal aéroport de Corse. Il est géré par la Chambre de commerce et d'industrie d'Ajaccio et de la Corse-du-Sud (comme l'aéroport de Figari-Sud-Corse).

## Historique

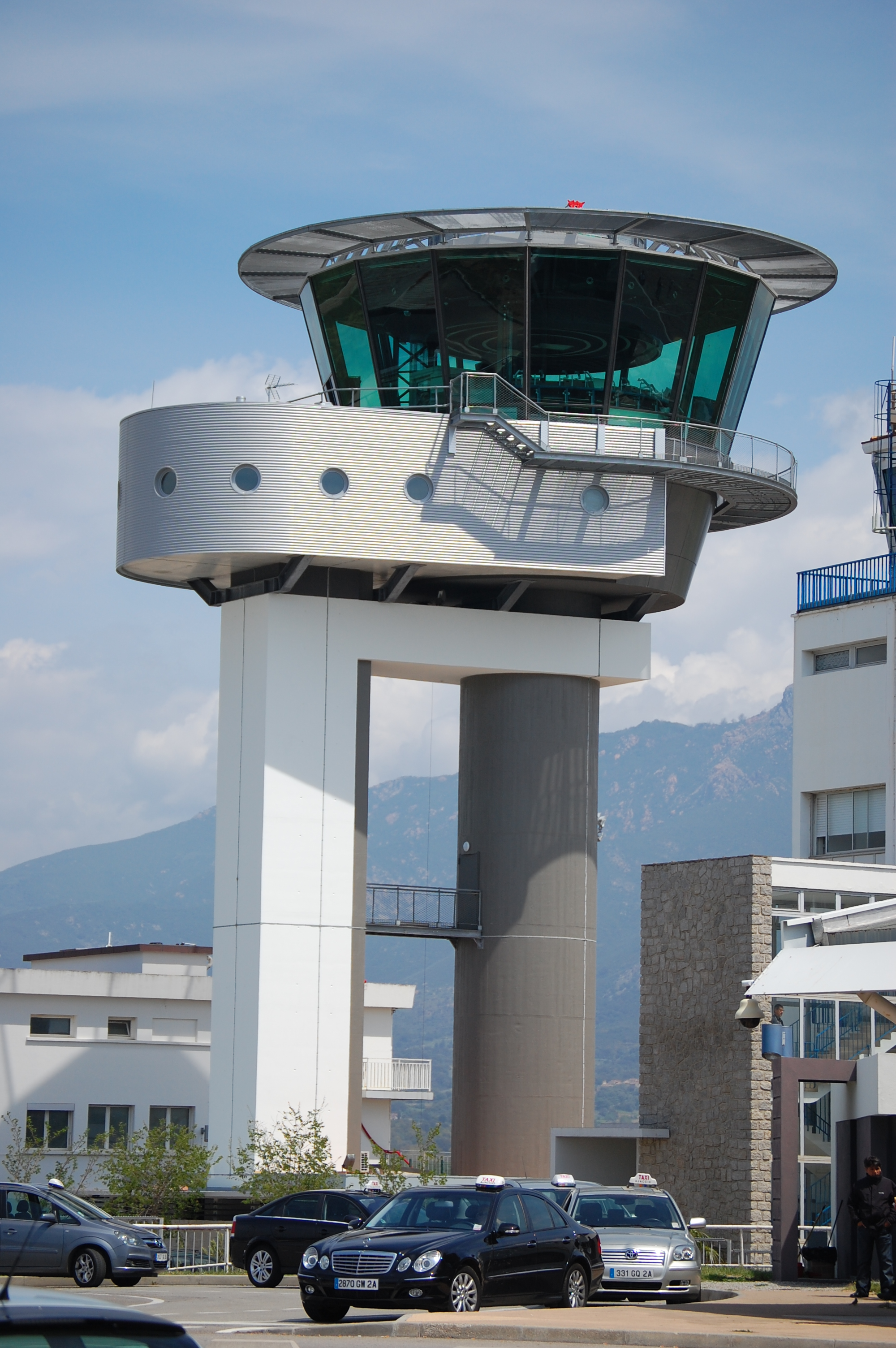
La tour de contrôle de l'aéroport d'Ajaccio.

Avant l’aviation, Campo dell’Oro était une plaine alluviale à l’embouchure de la Gravona. La signification de « champ d'or » reste obscure ; certains auteurs du XIXe siècle font référence à une « riche terre cultivée » ; d'autres, d'un marais infesté de paludisme. Un terrain en herbe existait avant la Seconde Guerre mondiale, mais ne proposait apparemment aucun service de transport. Les premiers vols réguliers à destination de Marseille ont débuté avec la mise en place d'un service d'hydravion en 1935 au départ du port d'Ajaccio.
En 1940, une unité du corps aérien de Vichy est restée inactive à Campo dell’Oro. La libération de la Corse a commencé avec le débarquement par mer en 1943 du 1er Corps à Ajaccio dans le cadre de l'opération Vésuve. Quelques mois plus tard, le groupe de chasseurs GC2 / 7 de l’armée de l’air libre, une unité française de la Royal Air Force, était opérationnelle sur le terrain en herbe de Campo dell’Oro avec Spitfires. Les avions lourds ont été incapables d'atterrir et sont venus s'égarer dans la surface molle.
En 1944, les forces aériennes de l’armée américaine ont repris l’aéroport et posé une surface dure de tapis perforés en métal sur lesquels volait un escadron de P-51,. Ils ont défendu le vol des B-24 à partir de nouveaux aérodromes construits sur la côte est de la Corse. Campo dell’Oro représentait un défi pour les gros avions en raison de ses pistes relativement courtes et de sa proximité des montagnes. Vers la fin de la guerre, les pistes étaient pavées, fondement de l'aéroport moderne.
Le 16 avril 1981, une bombe explose dans les consignes de l'aéroport lors de l'arrivée du président Giscard d'Estaing, faisant 1 mort et 8 blessés,.
Le 1er décembre 1981, le vol 1308 Inex-Adria Aviopromet s’est écrasé alors qu’il se trouvait en approche de l'aéroport, sur le Monte San Petru, tuant ses 180 passagers et membres d'équipage.
Le 22 décembre 2019, la quasi-entièreté des pistes de décollage sont inondées par la crue centennale de la Gravona, rivière corse passant à proximité de l'aéroport, qui reste fermé durant une semaine.

## Localisation
| \| 10 km1:520 000 \| Corte Ghisonaccia Ajaccio Bastia Calvi Figari Solenzara Propriano |
| 10 km1:520 000                                                                         |

## Statistiques de fréquentation
L'aéroport d'Ajaccio est le premier aéroport corse en nombre de passagers, devant ceux de Bastia Poretta, de Figari Sud Corse et de Calvi-Sainte-Catherine.
Le graphique qui aurait dû être présenté ici ne peut pas être affiché car il utilise l'ancienne extension Graph, désactivée pour des questions de sécurité. Des indications pour créer un nouveau graphique avec la nouvelle extension Chart sont disponibles ici.

Voir la requête brute et les sources sur Wikidata.
| Année | Passagers | Dont low cost | Mouvements |
| ----- | --------- | ------------- | ---------- |
| 2000  | 1 072 532 | -             | 51 091     |
| 2001  | 1 102 348 | -             | 51 261     |
| 2002  | 1 067 072 | -             | 39 825     |
| 2003  | 1 066 399 | -             | 46 450     |
| 2004  | 976 769   | -             | 36 898     |
| 2005  | 978 548   | -             | 42 043     |
| 2006  | 981 428   | -             | 38 539     |
| 2007  | 1 025 119 | -             | 38 880     |
| 2008  | 1 072 768 | 21 777        | 34 449     |
| 2009  | 1 089 797 | 61 772        | 31 849     |
| 2010  | 1 114 573 | 116 531       | 29 423     |
| 2011  | 1 175 874 | 115 388       | 31 854     |
| 2012  | 1 218 705 | 181 862       | 30 325     |
| 2013  | 1 350 431 | 329 916       | 36 165     |
| 2014  | 1 361 954 | 341 995       | 33 065     |
| 2015  | 1 362 353 | 352 323       | 33 063     |
| 2016  | 1 422 259 | 454 902       | 32 807     |
| 2017  | 1 569 649 | 546 367       | 33 632     |
| 2018  | 1 673 308 | 647 553       | 30 556     |
| 2019  | 1 618 723 | 460 191       | 33 747     |
| 2020  | 940 983   | 37 187        | 23 661     |
| 2021  | 1 412 091 | 591 588       | 31 903     |
| 2022  | 1 662 931 | 620 178       | 32 331     |
| 2023  | 1 610 740 | 547 927       | 30 468     |
| 2024  | 1 604 823 | 515 811       | 29 711     |

## Compagnies et destinations
Plusieurs compagnies aériennes desservent Ajaccio de façon saisonnière, sauf Air France et Air Corsica, qui assurent des vols de façon régulière toute l’année. Les vols sont assurés seulement en Europe. 
| Compagnies            | Destinations |
| --------------------- | --- |
| Air Corsica           | *Charleroi Bruxelles-Sud, - Rome Léonard-de-Vinci/Fiumicino, - Lyon-Saint-Exupéry, - Marseille-Provence, - Nice-Côte d'Azur, - Paris-Orly, - Toulouse-Blagnac                   |
| EasyJet Switzerland   | - Bâle-Mulhouse, - Genève-Cointrin |
| Easyjet               | *Genève-Cointrin, - Londres-Gatwick - Paris-Charles de Gaulle - Nantes-Atlantique - Lyon-Saint-Exupéry                                                                          |
| L'odyssey Fly         | Tours-Val de Loire, Nîmes-Garons |
| Luxair                | *Luxembourg-Findel |
| Norwegian Air Shuttle | *Oslo-Gardermoen |
| Chalair Aviation      | Brive-Souillac |
| Transavia France      | *Nantes-Atlantique - Lyon-Saint-Exupéry |
| Volotea               | *Brest-Bretagne, - Bordeaux-Mérignac, - Caen, - Lille Lesquin, - Lyon-Saint-Exupéry, - Montpellier-Méditerranée, - Nantes-Atlantique, - Rodez, - Strasbourg, - Toulouse-Blagnac |

Actualisé le 13/12/2024.